# ویلا (دولژ)
ویلا، دولژ (به لاتین: Vela, Dolj) یک سکونتگاه مسکونی در رومانی است که در شهرستان دولژ واقع شده‌است.

## خصوصیات
ویلا ۲٬۲۴۲ نفر جمعیت دارد.